# Flipper (película de 1996)
Flipper es una película de 1996, adaptación de la película de 1963, protagonizada por Paul Hogan y Elijah Wood.

## Reseña
Sandy Ricks (Elijah Wood), es enviado a pasar el verano con su tío Porter (Paul Hogan), en la ciudad costera de Coral Key en los Cayos de Florida. Sandy no está para nada entusiasmado, debido a que él va a perderse un concierto para el cual ya compró entradas. A pesar de que él espera tener un verano aburrido, se encuentra con un delfín huérfano al que llama Flipper, y con el que entabla amistad. Vivirá cosas que el nunca hubiera imaginado.

## Producción
La película se rodó en las Bahamas. Los delfines Animatronic, diseñados por Walt Conti y su equipo, tuvieron que ser ampliamente utilizados, por ejemplo en las escenas en las que Flipper interactúa con los personajes humanos, o nadando, dijo Conti, que con delfines reales no funciona tan bien como muchos podrían pensar.

## Crítica
Joe Leydon de Variety criticó la película, pero aprecio las actuaciones de Hogan, Wood, Wesson, Hayes y Field, así como el trabajo animatronico en la película. Dwayne E. Leslie, de Boxoffice criticó principalmente la escena en la que un tiburón martillo ataca a un aves marinas, lo que trae a la mente imágenes similares a las de National Geographic, ya que esto puede ser perturbador para los niños muy pequeños. 
El eslogan de la película es: "Este verano finalmente es seguro volver al agua." se parodia al lema de la película Tiburón 2 de 1978 : "Justo cuando usted pensaba que era seguro volver al agua ..."

## Reparto
- Elijah Wood como Sandy Ricks.
- Paul Hogan como Porter Ricks.
- Chelsea Field como Cathy.
- Jessica Wesson como Kim
- Jonathan Banks como Dirk Moran
- Bill Kelley como Tommy
- Isaac Hayes como Sheriff Buck Cowan
- Jason Fuchs como Marvin

- Datos: Q1428947
- Multimedia: Flipper (1996 film) / Q1428947